# Плезент Хилс (Охајо)
Плезент Хилс (енгл. Pleasant Hills) насељено је место без административног статуса у америчкој савезној држави Охајо.

## Демографија
По попису из 2010. године број становника је 606.
| Група             | 2000.    | 2010.       |
| Белци             | 0 (0,0%) | 263 (43,4%) |
| Афроамериканци    | 0 (0,0%) | 321 (53,0%) |
| Азијати           | 0 (0,0%) | 5 (0,8%)    |
| Хиспаноамериканци | 0 (0,0%) | 2 (0,3%)    |
| Укупно            | 0        | 606         |